# 鸿路
鸿路（1948年9月28日—），本名孙鸿路。中国作家、退休检察官。出生于黑龙江省 虎林县，后定居辽宁省丹东市。独立中文笔会会员。

## 生平
1948年出生在黑龙江省虎林县，幼年随家迁入辽宁省沈阳、安东（现丹东）。1968年，在文革中作为“知识青年”，由丹东市第一中学下乡至东沟县（现东港市）务农。
1970年冬，入伍到山东省威海市的中国人民解放军海军某部，1975年退伍。先后工作于丹东市卫生局、宝山监狱及市人大常委会法制办 。1990年调入丹东市检察院，先后在渎检处、法律政策研究室、公诉处、反贪局、控告申诉处等部门任检察官，2008年9月退休。
退休后从事非虚构纪实文学写作，并应丹东市政府史志办公室市邀请参与当地史志撰写计划，到各地调查并采访各历史事件当事人，查阅和收集相关文字、照片等历史资料，相继发表 《基督徒的命运》、《谋杀案卷宗揭密》、《走过死荫的幽谷》、《八千人的最后一个》、《挂钩香港敌台》、《〈蒋委员长赞〉之觞》、《60年前的枪声：一起破坏粮食政策案件》、《荆棘中的百合花》、《最后的晚餐》、《基督徒女右派》、《石在，火种就不会熄灭——“六四”之子工人沉默》、《活埋——记老兵孙世君》等大量纪实作品。
2015年12月加入独立中文笔会，2019年11月获笔会第十七届自由写作奖，2020年5月当选笔会候补理事兼发行交流和翻译委员会委员。
2021年，长篇历史纪事《丹麦人在安东》在台湾出版。

## 主要作品
- 《脱北女故事系列：一江春水向东流》，议报，2019。[8]
- 《丹麥人在安東》，新銳文創出版社，2021。ISBN 9789865540388